# Lior Ashkenazi
Lior Louie Ashkenazi (Ramat Gan, 28 dicembre 1968) è un attore israeliano.

## Biografia
Lior Ashkenazi è nato a Ramat Gan da genitori ebrei sefarditi, emigrati dalla Turchia nel 1964. È cresciuto parlando come prima lingua, il ladino. Ha studiato recitazione al Beit Zvi, dove si è diplomato nel 1994, e ha lavorato molto nei teatri di Beer Sheva e Beit Lessin. Ashkenazi è stato da prima sposato con l'attrice Shira Farber. Dopo il divorzio, ha avuto una breve relazione con la sceneggiatrice Sigal Avin. Nel dicembre 2011 si è sposato con la produttrice Maya Amsellem, da cui ha avuto una figlia nell'agosto 2012.

## Filmografia parziale

### Cinema
- Matrimonio tardivo (Hatuna Meuheret), regia di  Dover Koshashvili (2001)
- Ish HaHashmal, regia di Eli Cohen (2003)
- Camminando sull'acqua (Lalechet Al HaMaim), regia di Eytan Fox (2004)
- The Bubble (HaBuah), regia di Eytan Fox (2006)
- Kalevet, regia di Aharon Keshales, Navot Papushado (2010)
- Hearat Shulayim, regia di Joseph Cedar (2011)
- Yossi, regia di Eytan Fox (2012)
- Big Bad Wolves - I lupi cattivi (Big Bad Wolves), regia di Aharon Keshales e Navot Papushado (2013)
- L'incredibile vita di Norman (Norman: The Moderate Rise and Tragic Fall of a New York Fixer), regia di Joseph Cedar (2016)
- Foxtrot - La danza del destino (Foxtrot), regia di Samuel Maoz (2017)
- 7 giorni a Entebbe (Entebbe), regia di José Padilha (2018)
- Golda, regia di Guy Nattiv (2023)

### Televisione
- BeTipul – serie TV, 9 episodi (2005)
- Emek HaBakha – serie TV, 10 episodi (2020)
- Hit & Run (Paga U'varach) – serie TV, 9 episodi (2021)
- We Were the Lucky Ones, regia di Thomas Kail, Amit Gupta e Neasa Hardiman – miniserie TV (2024)

## Riconoscimenti
- Israeli Academy Award
  - 2001 – Candidatura per il miglior attore non protagonista per Ish HaHashmal 
  - 2001 – Miglior attore per Matrimonio tardivo
  - 2004 – Candidatura per il miglior attore per Camminando sull'acqua
  - 2011 – Miglior attore non protagonista per Hearat Shulayim
  - 2017 – Miglior attore per Foxtrot

## Doppiatori italiani
Nelle versioni in italiano delle opere in cui ha recitato, Lior Ashkenazi è stato doppiato da:
- Alessio Cigliano in Matrimonio tardivo
- Lorenzo Scattorin in Camminando sull'acqua
- Gianluca Tusco in Big Bad Wolves - I lupi cattivi
- Pino Insegno in L'incredibile vita di Norman
- Gioele Dix in Foxtrot - La danza del destino
- Massimo De Ambrosis in Golda
- Vittorio Guerrieri in We Were the Lucky Ones